# Redevida
Redevida (estilizado em caixa alta) é uma rede de televisão aberta brasileira com sede em São José do Rio Preto, SP, e cobertura em todo o território nacional através de afiliadas, estações retransmissoras em vários municípios do Brasil e via satélite, cuja orientação e público-alvo são essencialmente católicos. Faz parte da ampla gama de investimentos da Igreja Católica em rádio e TV.

## História

### Antecedentes
A ideia de formar a Rede Vida de Televisão nasceu durante o governo do presidente José Sarney. Na época, a disputa pelo canal 11 de São José do Rio Preto foi grande, e com o apoio de Augusto Marzagão, assessor de Sarney, João Monteiro de Barros Filho conseguiu a concessão em 1991. Ganhar a disputa pela geradora de São José do Rio Preto foi o primeiro passo na trajetória da emissora católica. O segundo imbróglio era convencer a CNBB a aprovar o projeto. Monteiro Filho conseguiu duas importantes adesões para levar avante o projeto: a do arcebispo metropolitano de Botucatu (SP), Dom Antonio Maria Mucciolo, e a do arcebispo de Mariana (MG), Dom Luciano Mendes de Almeida.
Em 17 de dezembro de 1992, Monteiro Filho acolheu a sugestão de Dom Luciano Mendes de Almeida e fundou o Instituto Brasileiro de Comunicação Cristã, o INBRAC, com estatutos sugeridos pelo professor Celso Neves e pelo jurista João Grandino Rodas. Após a concessão ser aprovada pelo congresso nacional e o INBRAC formado, Monteiro Filho saiu em busca de investidores, parceiros católicos e patrocinadores. No natal de 1994, o arcebispo de Botucatu recebeu um telefonema de Andrade Vieira, anunciando que o Bamerindus seria o primeiro anunciante da Redevida, pagando os anúncios antecipadamente.
A emissora teve suas primeiras transmissões em 1 de maio de 1995. A primeira imagem exibida foi uma contagem regressiva de 5 segundos com imagens dos bastidores da emissora, seguida da leitura de uma carta do Papa João Paulo II direcionada a Dom Antonio Maria Mucciolo, abençoando a rede, e um discurso de Dom Antonio. Em seguida, foi transmitida, ao vivo, a primeira missa exibida pela emissora, celebrada pelo Padre José Luiz.

### 2005-presente
Anos mais tarde, com o nascimento da TV Aparecida, emissora do Santuário Nacional de Nossa Senhora Aparecida em Aparecida/SP, passou a retransmitir a Missa de Aparecida, que é exibida diariamente nas manhãs. Também possui parceria com a CTV, transmitindo o Angelus de domingo, realizado na Praça de São Pedro pelo Papa Francisco e também missas de outros lugares do Brasil.
Em 2014, o apresentador e Padre Lúcio Cesquin passa a comandar O Santo Terço com a participação, ao vivo, dos telespectadores por telefone, cartas e e-mail's. Por ser um canal de televisão católico, a Redevida mantêm uma relação com as Dioceses do Brasil, retransmitindo o material das dioceses em reportagens dentro do JCTV e no Jornal da Vida.
Em 15 de julho de 2024, a Redevida desativou seu sinal de transmissão via parabólica analógica, migrando para a parabólica digital em Banda Ku.

## Programas

### Novenas e missas
O canal transmite também novenas como a Novena de Nossa Senhora de Fátima todos os dias, a do Divino Pai Eterno, a da Nossa Senhora do Perpétuo Socorro, e o Terço Bizantino, com o Padre Marcelo Rossi. A emissora transmite também missas como a Missa do Santuário da Vida, a Missa de Aparecida, Missa na Basílica de Nazaré, entre outras. A Missa do Santuário da Vida conta, frequentemente, com a participação ativa do cantor e compositor Paulinho Ribeiro. Toda primeira sexta-feira do mês, é apresentada a Missa do Sagrado Coração de Jesus, no lugar da Missa do Santuário da Vida.

### Programas de entrevistas
Foi destaque do canal o programa de entrevista:
- Tribuna Independente, que era transmitido da sede da emissora em São José do Rio Preto e das filiais no Rio de Janeiro, São Paulo e Porto Alegre. Atualmente, a REDEVIDA transmite como programa exclusivo de entrevistas:
- Bendita Hora, de segunda a sexta, às 15h.[22]

### Esportes
A emissora transmitia campeonatos de futebol, em especial os Campeonatos Paulistas das séries A2, A3 e Segunda Divisão e a Copa São Paulo de Futebol Júnior. Possuía, nos últimos anos, um telejornal esportivo, o Caminhos do Esporte, e um programa infantil do gênero, Futebol e Criança. Em 2003, transmitiu a Copa das Confederações, realizada na França, pois a Rede Globo repassou os direitos ao canal. De 2007 a 2009 a emissora transmitiu as provas da Pick Up Racing, categoria de acesso a Stock Car com Octávio Muniz sendo o narrador de todas as provas. 
Em 25 de janeiro de 2017, transmitiu, junto com outras emissoras, o Jogo da Amizade entre Brasil x Colômbia. Em agosto de 2018, passou a investir na narração feminina com Elaine Trevisan e Vivi Falconi na partida entre São Bernardo x São Paulo. Em 27 de setembro de 2018, morre o principal locutor da emissora, o jornalista esportivo Luiz Carlos Fabrini.

### Telenovelas
Em 2013, a Redevida confirmou que iria exibir novelas. A primeira exibida foi Meu Pé de Laranja Lima, em horário nobre, exibida originalmente pela TV Bandeirantes em 1998. Dando prosseguimento a exibição de novelas, em fevereiro de 2014, Os Imigrantes estreia em horário nobre, junto com a nova programação da emissora que faz uma mudança na transmissão do Terço das 18 horas.

## TV digital
A emissora passou a transmitir em sinal digital no dia 18 de março de 2009, em uma sessão solene na Associação Comercial Industrial de São José do Rio Preto, com presença de várias autoridades. No ano de 2011, a emissora se propôs a transmitir em todas as capitais brasileiras e em 20 cidades do estado de São Paulo sua programação na TV Digital. Em 2012, era a 2° emissora com maior cobertura digital no Brasil, com 34 repetidoras digitais, perdendo apenas para a Rede Globo. A emissora encerrou o ano de 2013 com 142 cidades no Brasil recebendo o sinal digital com a maioria dos programas em alta definição. Em outubro de 2014 alcançou a marca de 210 repetidoras digitais. Sendo a segunda emissora do país em número de retransmissoras instaladas.

## Multiprogramação
Em 20 de julho de 2020, entraram no ar, em fase de testes, os canais Redevida Educação e a Redevida Educação 2. O intuito da rede é transmitir por meio da multiprogramação programas educativos. Dia 14 de setembro de 2020, iniciaram as transmissões dos programas educativos nos canais Rede Vida Educação e a Rede Vida Educação 2.
Com base nas novas regras para a utilização da multiprogramação, em 15 de agosto, é lançado o Redevida +. Com isso, o Redevida Educação, vai para o canal x.3 da multiprogramação na TV Digital.